# Szabados Norbert
Szabados Norbert (Siófok, 1974. – ) magyar festőművész.

## Életpályája
Szülővárosában töltötte gyermekéveit. Már kisiskolás korában megmutatkozott tehetsége. Szobafestő-mázolónak jelentkezett, de nem vették fel. Elutasították azzal, hogy nincs színérzéke. Németországba ment, ahol egy utcai portréfestőn keresztül talált rá a művészetre.  Évekig dolgozott portrékészítőként, ecsettel, festékkel és nem ceruzával alkotott. Rengeteg "reális” képet készített. Felnőtt korában kezdett rajzolni, majd festeni autodidaktaként. A realitásra törekedett. Idővel többet akart alkotásaiban, különlegesebb dolgot, érzést kifejezni.
,,A valóságra ott van a valóság maga,,
Portréiban profi módon mutatja meg, az emberi arcokon keresztül az ábrázolt személy jellemét, erkölcsi egyéniségét, szellemi világát. Festett portrét például Vágó Istvánről, avagy Paudits Béláról. Utóbbi művét jótékony célra ajánlotta fel.
Művészete hangsúlyos, atmoszferikus hatásokra törő szándékot rejt. Festményei többnyire akril-, olaj technikával, vászon alapra készülnek. Stílusa: szabad realizmus, amit önmagára szabott. Munkáit nemzeti értékké nyilvánították.
a nevem és szabadságszerető jellemem után): szabad realizmus...

## Kiállításai
- Heidelberg-Haupt strasse (Németország) Heidelberg-Cranic Caffe / Hotel heidelberg-Astoria / Hotel Bécs- magán galéria (Ausztria)
- Castiglione della pescaia (Olaszország)
- Budapest- Óbuda / Puskin (Magyarország) Budapest-Oriental / Hotel Budapest-Dohány utca Litér-hét vezér Székesfehérvár-Árpád fürdő Székesfehérvár-Platán / Hotel Dunakeszi-Retró / KSK